# Universidade Wesleyana de Ohio
A Universidade de Wesleyan em Ohio (OWU) é uma universidade privada de artes liberais em Delaware, Ohio. Foi fundada em 1842 por líderes metodistas e residentes do centro de Ohio como uma instituição não sectária, e é membro do Ohio Five - um consórcio de faculdades de artes liberais de Ohio. Ohio Wesleyan sempre admitiu estudantes independentemente de religião ou raça e sustentou que a universidade "deve ser conduzida para sempre de acordo com os princípios mais liberais ".
Os 200 acres (81 ha)  site é 43 km (27 mi) ao norte de Columbus, Ohio. Inclui o principal campus acadêmico e residencial, o Observatório Perkins e a Reserva Selvagem Kraus.
Em 2010, Ohio Wesleyan teve a décima primeira maior percentagem de estudantes internacionais entre as faculdades de artes liberais pelo décimo sétimo ano consecutivo. Em sua edição de 2015 do ranking das faculdades dos EUA, a Niche classificou a Ohio Wesleyan como a 56ª faculdade (entre 880 faculdades) mais politicamente liberal dos EUA. US News &amp; World Report classificou a Ohio Wesleyan em 95º entre as faculdades de artes liberais dos EUA em sua edição de 2018.
Em 1841, os residentes de Ohio Adam Poe e Charles Elliott decidiram estabelecer uma universidade "da mais alta ordem" no centro de Ohio. Para tanto, eles compraram o Mansion House Hotel, um antigo resort de saúde com sua Fonte de Enxofre, usando recursos arrecadados com os moradores locais. Poe e Elliott escreveram uma carta enfatizando "o espírito democrático de ensino", que foi aprovada pela Legislatura do Estado de Ohio. No início do ano seguinte, eles abriram a Academia preparatória para a faculdade e formaram um Conselho de Curadores. A Universidade Wesleyan de Ohio, nomeada (como várias outras faculdades e universidades americanas) em homenagem a John Wesley, fundador do Metodismo, foi inaugurada em 13 de novembro de 1844 como uma instituição relacionada com a Metodista, mas não sectária, com uma Faculdade de Artes Liberais para estudantes do sexo masculino.
O primeiro presidente de Ohio Wesleyan, Edward Thomson, declarou em seu discurso inaugural em 5 de agosto de 1846 que a escola era "um produto da liberalidade do povo local". Esta filosofia liberal contribuiu para a oposição vocal de Ohio Wesleyan à escravidão na década de 1850. Na celebração anual do aniversário de George Washington em 1862, o segundo presidente Frederick Merrick endossou os "ideais de democracia" de Ohio Wesleyan durante sua oração.

## Crescimento do currículo e arrecadação de fundos

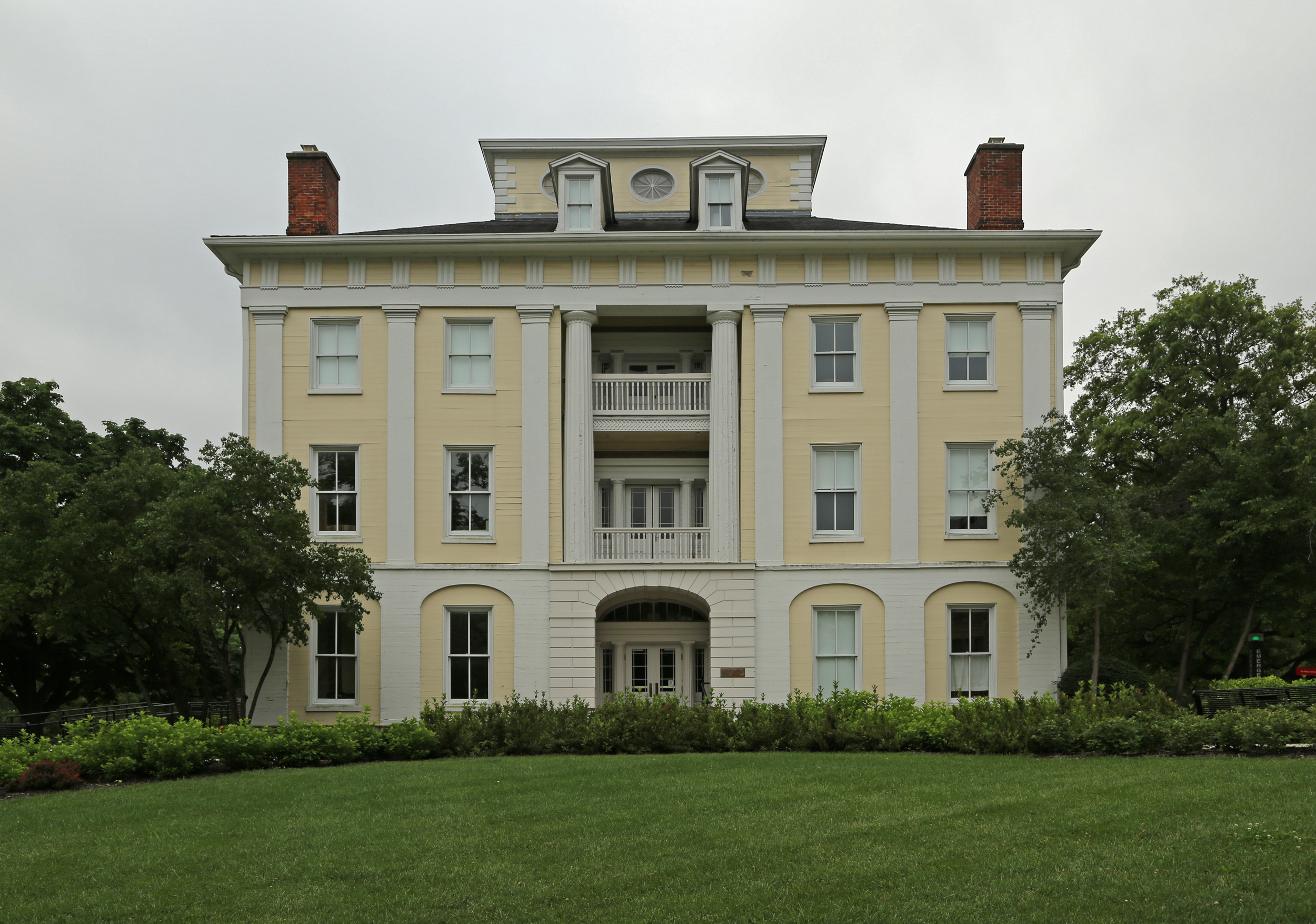
Elliott Hall, o primeiro prédio da faculdade no campus, foi reformado em 2000 e é o prédio colegial do renascimento grego mais antigo de Ohio.

Durante meados do século XIX, o Ohio Wesleyan se concentrou em atrair estudantes, adicionar campos de estudo e arrecadar fundos, pelo que aumentou significativamente sua dotação. Sturges Hall foi construída como a primeira biblioteca da Universidade em 1855. Em 1873, a escola acrescentou o Departamento de História Natural alojado em Merrick Hall. O Ohio Wesleyan Female College, estabelecido em 1853, fundiu-se com a universidade em 1877. Entre 1876 e 1888, as matrículas triplicaram e a educação musical aumentou muito, mas nenhum edifício importante foi construído nessa época.

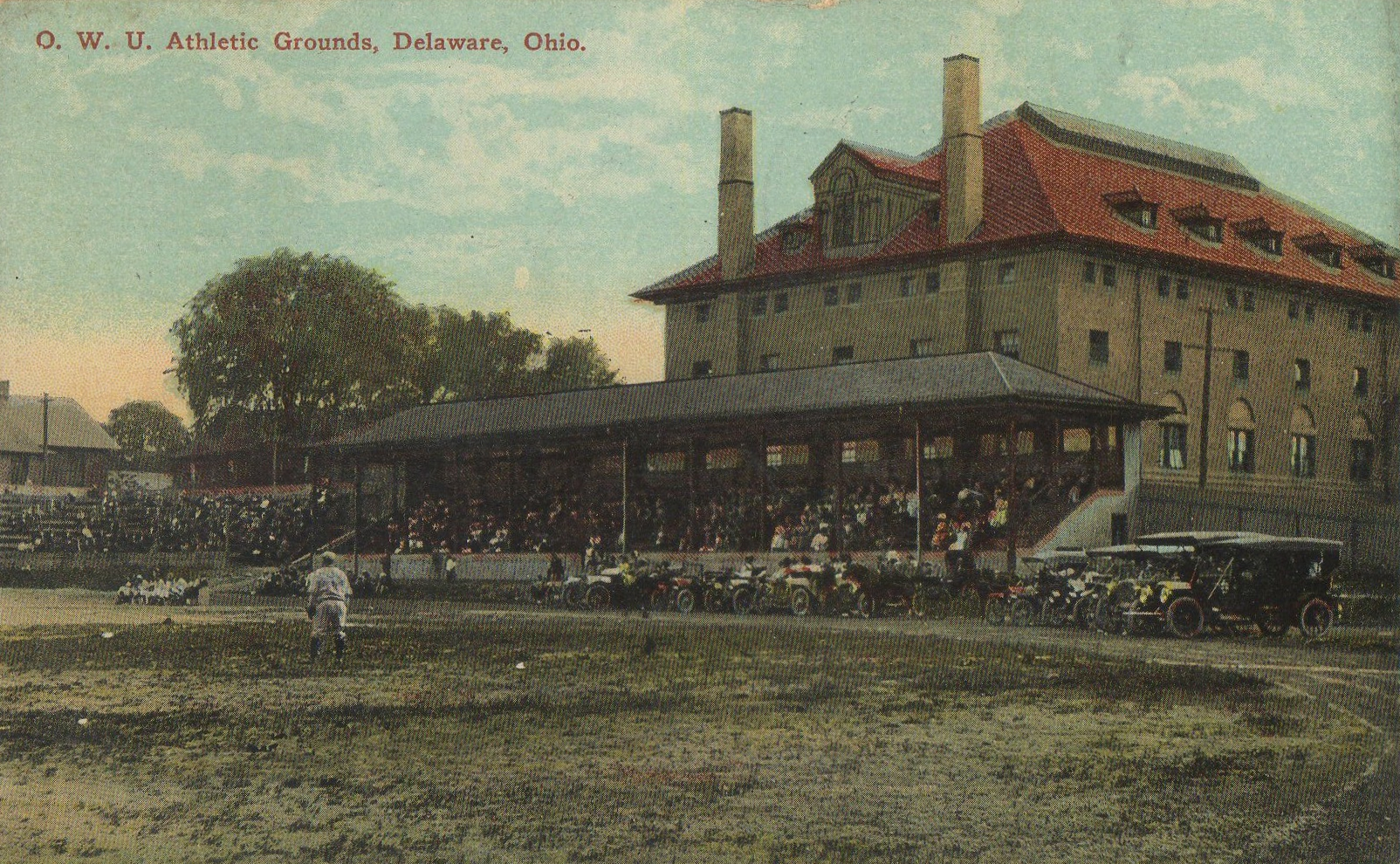
Um jogo de beisebol no Edwards Field, com o Edwards Gymnasium ao fundo

No final do século XIX, Ohio Wesleyan adicionou uma Escola de Música (1877), Escola de Belas Artes (1877), Escola de Oratório (1894) e Escola de Negócios (1895) ao original College of Liberal Arts (fundado em 1844). Para atender à necessidade de novos departamentos e instrução especializada, a administração melhorou as instalações e os cursos para torná-los compatíveis com a nova posição acadêmica da OWU. O Hall da Universidade, a Biblioteca Slocum, as extensões do campus Monnett e as instalações esportivas foram construídos durante esse período.
Entre 1891 e 1895, Ohio Wesleyan especializou o currículo estabelecendo departamentos de física, zoologia, geologia, fala, história, francês, inglês e economia. Essa especialização incentivou os alunos de graduação a continuar os estudos em nível de pós-graduação, permitiu a preparação profissional para o título de Doutor em Filosofia e promoveu o intercâmbio na Europa. Duas escolas profissionais de direito e medicina foram formadas em 1896.
Em 1905, o Conselho de Curadores decidiu manter Ohio Wesleyan uma faculdade, apesar da expansão do currículo e do campus e da palavra "universidade" no nome da instituição. O bacharelado em ciências foi extinto, restando apenas o bacharelado em artes. Dois alunos foram selecionados como Rhodes Scholars em 1905 e 1909. O Edwards Gymnasium foi construído em 1906. Em 1907, as Sociedades Unidas de Phi Beta Kappa, a mais antiga sociedade de graduação de honra dos Estados Unidos, instalou o capítulo "Eta de Ohio" ΦΒΚ no campus. Em 1909, a escola adicionou Sanborn Hall, abrigando o Departamento de Música.
Na década de 1920, os requisitos acadêmicos para o bacharelado foram reduzidos e o latim e a matemática não foram mais enfatizados. Durante a presidência de John W. Hoffman (1916–1928), a Academia e a Escola de Negócios foram fechadas; a Academia havia começado em 1842 como uma escola preparatória e, ao longo de seus setenta e cinco anos, freqüentemente superou o colégio em matrículas. Também na década de 1920, o serviço da capela foi abandonado e irmandades foram formadas. O Ohio Wesleyan também aumentou o número de edifícios no campus, incluindo Selby Stadium, Austin Manor e Perkins Observatory ; outro prédio, Stuyvesant Hall, estava sendo planejado; e Edgar Hall foi inaugurado.

## Anos de mudança, 1930-1984

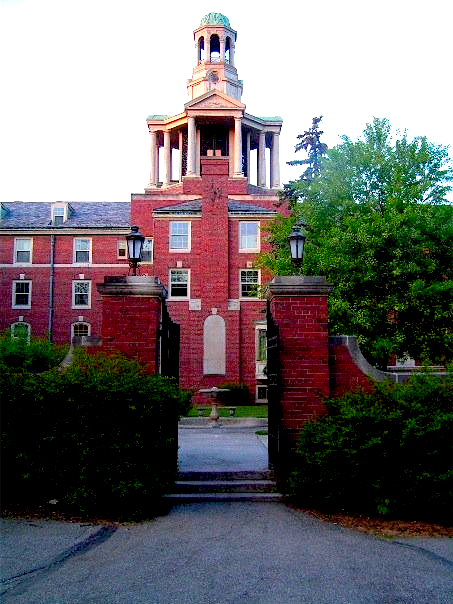
O Stuyvesant Hall, construído em 1930, é a residência mais antiga em uso no Campus Oeste. Uma renovação da instalação financiada por doadores de $ 14 milhões foi concluída em setembro de 2012

Durante a Grande Depressão, tanto as matrículas quanto as doações de ex - alunos diminuíram. Enquanto o tamanho do corpo docente permaneceu estável, a falta de mensalidades e receitas de ex-alunos precipitou problemas financeiros que ameaçaram a sobrevivência da faculdade nas administrações de Edmund D. Soper (1928–1938), Presidente em exercício Edward Loranus Rice (1938–1939) e Herbert John Burgstahler (1939–1949).
A administração ajustou o currículo durante o início dos anos 1930 para lidar com esses problemas. O grego e o latim diminuíram, enquanto a administração de empresas e a economia prosperaram e as matrículas mais altas foram nas ciências sociais, inglês, pré-medicina e história. O registador informou que, nesses anos, o número de estudantes dos estados da Nova Inglaterra, áreas urbanas de Ohio e de locais internacionais aumentou. Na década de 1930, os alunos metodistas eram uma minoria entre o corpo discente; os laços formais com a Igreja Metodista foram rompidos na década de 1920 e levaram ao debate entre os membros do Conselho na década de 1930, resultando na atual afiliação histórica ativa mas frouxa da Universidade com a Igreja Metodista Unida. Em um estudo sobre a relação entre as instituições educacionais americanas e as denominações cristãs às quais eram historicamente filiadas, James Tunstead Burtuchell escreve que foi durante este período que "em seu pessoal, seus recursos e seus alunos", Ohio Wesleyan perdeu seu "simbiótico intimidade com a Igreja Metodista Unida. "
Em 1946, Ohio Wesleyan introduziu um novo "Currículo Centenário", que promulgou sete requisitos de distribuição nas ciências e humanidades; o novo requisito para um curso de língua estrangeira foi adicionado ao requisito de humanidades existente. Thomson e Bashford Halls, originalmente dormitórios masculinos, foram construídos entre 1951 e 1954. Na década de 1960, professores, funcionários e administradores lutaram pela estrutura e controle administrativo. Eles finalmente estabeleceram uma nova "declaração de objetivos" que enfatizava valores, em vez de declarações de objetivos religiosos, e instituíram um currículo mais internacionalizado, um novo Programa de Estudos da Mulher e uma especialização em Negócios Internacionais; o senado do corpo docente também introduziu um novo calendário acadêmico com três períodos de 10,5 semanas.
A presidência de Thomas Wenzlau (1968–1984) começou com o desafio da agitação do campus: os alunos Wesleyanos de Ohio assumiram o prédio do ROTC, exigiram seu fechamento e, finalmente, eliminou o ROTC em 1970. Os alunos também exigiram participação em reuniões departamentais e comitês de professores, e o processo democrático na governança de Ohio Wesleyan cresceu neste período. A presidência de Wenzlau testemunhou declínio nas pontuações dos alunos nos testes, uma taxa de atrito incomumente alta, falta de pesquisas adequadas para identificar os principais doadores em potencial e uma imagem crescente de " escola do partido ", levando a um relacionamento difícil entre ele e o corpo discente. Entre 1979 e 1982, o jornal do campus The Transcript criticou frequentemente a presidência de Wenzlau, culpando-a por "afetar gravemente a reputação do colégio". Essa troca resultou em uma reportagem do Washington Post sobre a escola que acabou precipitando o fim da presidência de Wenzlau.

## 1984-hoje
O presidente, David Warren, aumentou os padrões de admissão em 1985, envolveu os alunos em uma presidência "ao vivo", expandiu a exposição na mídia e estabeleceu um Colóquio Nacional focado nas artes liberais. Warren deu quarenta e uma entrevistas nas redes ABC e NBC.
Mais recentemente, Ohio Wesleyan conquistou vários reconhecimentos acadêmicos e atléticos. Um estudo de 1986, intitulado "Educando Cientistas da América: O Papel das Faculdades de Pesquisa", identificou Ohio Wesleyan como uma das 48 instituições de artes liberais altamente seletivas "ativas na ciência" do país. Os Bispos de luta ganhou NCAA Divisão III campeonatos nacionais em homens de basquete (1988) e homens (1998, 2011) e as mulheres (2001, 2002) de futebol. Apesar desses esforços, Ohio Wesleyan é uma das muitas faculdades de artes liberais nos Estados Unidos que está enfrentando um declínio nas matrículas. A turma de 2017 foi 9% menor que no ano anterior.
Ohio Wesleyan continua a realizar projetos de construção. O Hamilton-Williams Campus Center foi inaugurado em 1991. O Memorial Union Building foi reformado em 2001 para acomodar o Departamento de Economia, o Centro de Recursos Acadêmicos, a parte de Serviços de Informação do departamento de Bibliotecas e Serviços de Informação combinados e o Centro Woltemade de Economia, Negócios e Empreendedorismo. O Centro de Ciências Schimmel / Conrades foi inaugurado em 2004 para fornecer 52,000 sq ft (4,800 m2)   de espaço adicional para os departamentos de ciências. Em 2011, o Meek Aquatics Center foi inaugurado como uma instalação de última geração, também usada pela comunidade de Delaware. Em 2018, a Universidade abriu o Delaware Entrepreneurial Center em OWU em colaboração com a cidade de Delaware e o condado de Delaware. Em 2019, Ohio Wesleyan anunciou um ambicioso projeto de renovação residencial, comprometendo US $ 60 milhões para renovar edifícios existentes e a construção de uma nova vila de apartamentos.

## Acadêmicos

### Perfil
Predefinição:Infobox US university ranking

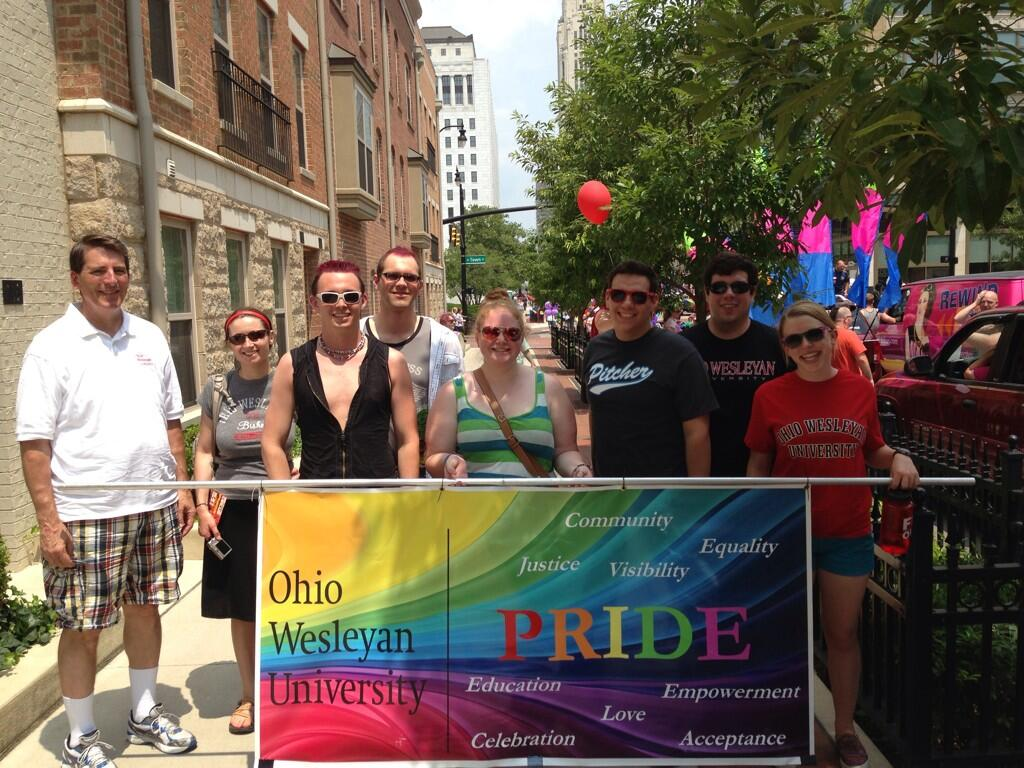
Presidente Wesleyano de Ohio com alunos no Festival do Orgulho LGBT de Columbus 2013

A Ohio Wesleyan University é credenciada pela The Higher Learning Commission e é membro da Great Lakes Colleges Association, do Oberlin Group, e das Five Colleges of Ohio, um consórcio de faculdades de artes liberais de Ohio que também inclui Kenyon College, Oberlin College, The College of Wooster e Denison University. Para 2011, o Ohio Wesleyan aceitou aproximadamente 52% de seus requerentes de decisão regulares, 33% de seus requerentes de transferência e teve uma taxa de rendimento de 26%. Em 2010, a faculdade aceitou 36% de seus candidatos internacionais. A faixa média de 50% de alunos matriculados para a classe de 2010 foi de 1125–1320 para o SAT (escala antiga) e 24–30 para o ACT. Aproximadamente 35% dos candidatos aceitos receberam bolsas internas. Ohio Wesleyan segue uma política de admissão cega de necessidade ; as circunstâncias financeiras não são levadas em consideração ao decidir sobre a admissão de candidatos. Em 2010, os 1.950 alunos da OWU vieram de 43 estados e 57 países; 47% são de Ohio, 11% são internacionais e 54% são mulheres. O corpo discente é cerca de 10% asiático, 6% hispânico e 9% negro. Cinquenta e nove por cento dos alunos Wesleyanos de Ohio afirmam não ter nenhuma afiliação religiosa. A proporção aluno-professor é de 11: 1 e os membros do corpo docente ministram todas as aulas. Excluindo estudos independentes e teses seniores, quase 60% das seções de classe do Ohio Wesleyan têm menos de vinte alunos matriculados. Ohio Wesleyan é geralmente conhecido por um forte corpo estudantil de "inclinação para a esquerda" e uma administração com uma atitude "permissiva". Em 2007, 60% dos alunos da OWU favoreciam o Partido Democrata. Em sua edição de 2015 do ranking das faculdades dos EUA, a Niche (empresa) classificou a Ohio Wesleyan em 56º (entre 880 faculdades) a faculdade mais politicamente liberal dos EUA
Ohio Wesleyan admite alunos de todas as culturas, estilos de vida e origens socioeconômicas. Um índice que examina as políticas favoráveis aos gays coloca a OWU entre as faculdades favoráveis aos gays do país, e a universidade promulga políticas para atender aos seis critérios desenvolvidos pela organização Campus-Pride para recrutar e apoiar estudantes de lésbicas, gays , população bissexual e transgênero. Quase 18% dos alunos do Ohio Wesleyan recebem Federal Pell Grants, que vão principalmente para alunos cuja renda familiar é inferior a US $ 40.000. Esta medida indica o grau em que os grupos economicamente desfavorecidos estão representados na OWU.
O corpo docente é composto por 142 membros efetivos. A partir de 2010, todos os membros efetivos do corpo docente da universidade possuem um PhD ou outro diploma terminal. O corpo docente é 37% feminino e 63% masculino, com 10% de grupos sub-representados. Também a partir de 2006, as mulheres constituem 37% dos professores efetivos e ganham 94% do que ganham os professores homens - números que sugerem circunstâncias favoráveis de gênero.

### Currículo, graus e especialidades
Os calouros formam pares no início do primeiro ano com orientadores acadêmicos que supervisionam o progresso acadêmico dos alunos. Ao completar 34 unidades de curso, os alunos podem obter diplomas em Bacharel em Ciências, Bacharel em Artes, Bacharel em Belas Artes ou Bacharel em Música. Ohio Wesleyan tem departamentos de pesquisa e professores na maioria das disciplinas acadêmicas; em 2019, OWU oferecia quase 90 cursos.
Em seus primeiros dias, o currículo da OWU começou com estudos clássicos, pois o catálogo de cursos mantinha que "o curso clássico de grego e latim e matemática pura trazem correção nos processos mentais que uma arte aplicada, ou uma linguagem viva e ligeiramente flexionada, não permite. " Os cursos científicos foram adicionados ao currículo de Ohio Wesleyan em 1849 e, desde então, as disciplinas científicas tornaram-se uma base para o currículo de artes liberais. OWU também tem um departamento de música altamente respeitado.

### Ênfase no internacionalismo

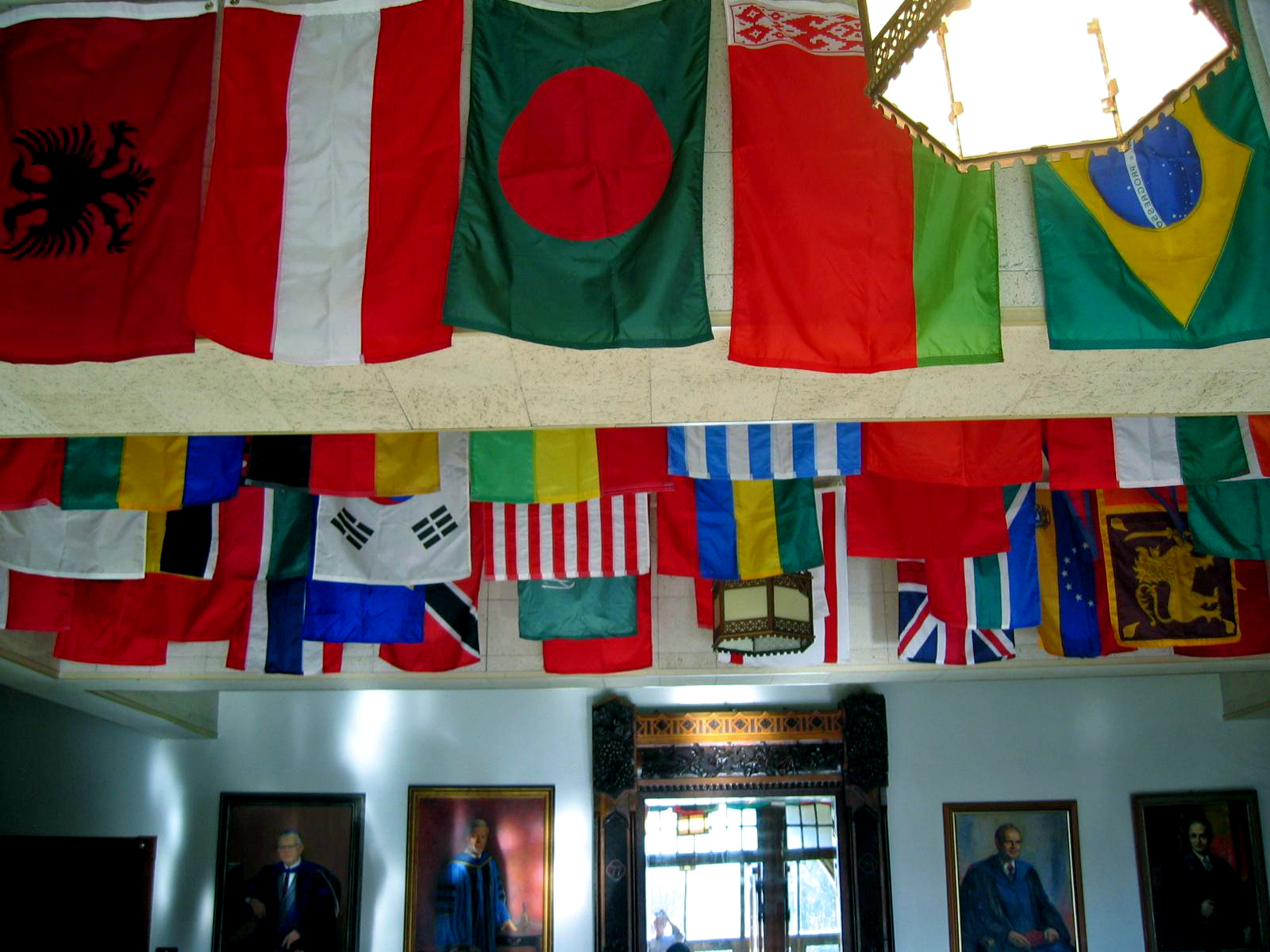
Bandeiras no Hall da Universidade dos países dos alunos representados na Ohio Wesleyan University

Ohio Wesleyan tem defendido o internacionalismo acadêmico desde seus primeiros anos; desde o século 19, o colégio estabeleceu ligações com várias escolas internacionais. Em 1879, a ex-aluna da OWU, Elizabeth Russell, fundou o Kwassui Women's College em Nagasaki, Japão, quando a cultura japonesa predominante considerava a educação feminina sem importância. Hoje, o Kwassui College é uma das melhores escolas de acabamento para mulheres jovens no Japão. Em 1899, William Ehnis (da classe de 1898) viajou para a África e abriu uma escola em Mutare, no Zimbábue, que acabou se tornando a Universidade da África. Ada M. Coe foi uma das primeiras professoras de espanhol aqui em 1917.
A escola também manifesta interesse internacional na porcentagem de alunos internacionais que recruta e matricula anualmente. Desde 1983, Ohio Wesleyan está listado no US News &amp; World Report entre as faculdades que atraem a maior porcentagem de estudantes internacionais. A porcentagem de estudantes internacionais cresceu no início e em meados da década de 1990. Em um estudo ajustado para o tamanho da escola, Ohio Wesleyan ficou em nono lugar entre 118 faculdades e universidades americanas em prêmios totais de ajuda a estudantes internacionais e 69º em prêmio médio por estudante internacional entre grandes universidades e pequenas faculdades de artes liberais. Os alunos do sudeste asiático contribuíram significativamente para esse crescimento. A bandeira das Nações Unidas, junto com as bandeiras de mais de sessenta nações representadas e a bandeira dos EUA, hasteada no University Hall em homenagem ao ideal de relações internacionais pacíficas.
A alta participação em programas de intercâmbio formal constitui um terceiro objetivo do enfoque internacional da escola. Sob um acordo da Great Lakes Colleges Association, a OWU estabeleceu um programa de intercâmbio com a Waseda University em 1962 para fornecer a aproximadamente 30 estudantes americanos oportunidades de estudar no Japão e 30 estudantes japoneses para estudar na Ohio Wesleyan a cada ano. O programa Salamanca, fundado por Conrad Kent em 1988, realiza o intercâmbio de aproximadamente cem alunos e professores entre o OWU e a Universidade de Salamanca na Espanha. A colaboração acadêmica freqüentemente se estende à participação conjunta em simpósios acadêmicos: em 1993, membros do corpo docente de Salamanca participaram de um simpósio sobre a Idade de Ouro em Salamanca.

### Bibliotecas
A Biblioteca Beeghly é a biblioteca principal da OWU. A biblioteca contém cerca de 500.000 volumes em sua coleção, e também abriga os Arquivos do Metodismo Unido de Ohio, a coleção de Livros, Manuscritos e Artefatos Raros, bem como uma coleção de arquivos de materiais relacionados à história da universidade.
A Hobson Science Library faz parte do Schimmel Conrades Science Center e apóia pesquisas nas áreas da terra, da vida e das ciências físicas.
A OWU tem 11 bibliotecários em tempo integral, com contatos de assunto para cada departamento acadêmico, bem como um arquivista em tempo integral.

## Campus
O campus Ohio Wesleyan fica próximo ao centro de Delaware e é dividido ao meio pela Sandusky Street, a principal rua norte / sul que passa pelo coração da cidade. A rua divide informalmente o campus em um setor leste composto principalmente por edifícios acadêmicos e um setor oeste composto principalmente por edifícios residenciais e administrativos. Muitas instalações foram construídas nos últimos dois anos, com benefícios substanciais para programas de ciência, arte e atletismo no campus.

### Outras instalações e programas fora do campus
A OWU opera várias instalações fora do campus: The Philadelphia Business Center, Wesleyan em Washington, The New York Arts Program para artes cênicas, visuais e de mídia (um programa de artes GLCA), Perkins Observatory, The Strand Theatre e Kraus Wilderness Preserve.
O Observatório Perkins está situado em Delaware, em um terreno separado do campus principal. O observatório tem o nome de Hiram Perkins, um ex-professor de matemática e astronomia da faculdade. Quando o observatório foi construído em 1931, ele abrigava o terceiro maior telescópio do mundo, que desde então foi transferido para o Arizona. A cúpula Perkins agora abriga um 32 in (810 mm) telescópio, que é o segundo maior em Ohio.
A universidade também mantém escritórios para estudos no exterior, estudos domésticos nos Estados Unidos e programas de estágio. Esses programas incluem: Wesleyan em Washington, que permite que os alunos estudem por um semestre em Washington, DC, em posições de pesquisa e estágio. O Philadelphia Center oferece aos alunos centenas de oportunidades de estágio e colocação em campo fora do campus e a chance de viver de forma independente. e o Programa de Artes de Nova York, que permite que estudantes de artes ganhem um semestre de experiência prática nas artes na cidade de Nova York.

### Relações Comunitárias
OWU tem fortes laços comunitários com a cidade de Delaware. Os alunos participam da comunidade de Delaware por meio de uma variedade de programas educacionais, sociais e culturais. A Iniciativa Columbus liderada por alunos, fundada em 1989, é uma parceria de aprendizagem experimental entre as escolas públicas OWU e Columbus. Mais de 150 alunos Wesleyanos de Ohio deste programa são tutores e mentores de alunos carentes de Columbus.
O Ohio Wesleyan Ambassadors Program (ISAP) promove a diversidade cultural e a consciência étnica dentro da comunidade local, e expõe os estudantes internacionais à cultura americana por meio da comunidade. Os embaixadores do programa visitam escolas locais para fazer apresentações e participar de eventos para organizações comunitárias locais sem fins lucrativos.
As organizações universitárias cooperam com os residentes locais em questões de engajamento cívico e ativismo. O Progress OWU permite que alunos de Ohio Wesleyan e escolas locais expressem suas vozes sobre política, políticas públicas e questões corporativas e sociais, tanto no campus quanto na comunidade local.
Os programas culturais também participam das relações com a comunidade. Na década de 1960, Ohio Wesleyan doou o Arts Castle, então parte do departamento de Belas Artes, para a cidade de Delaware. Agora é a casa do Delaware County Cultural Arts Center. O Arts Castle hospeda uma variedade de programas comunitários de arte e oferece aulas que variam de balé a artes plásticas. Em 2004, a OWU recebeu uma doação para reabilitar o histórico Strand Theatre no centro de Delaware.
A universidade e a cidade de Delaware patrocinam vários eventos na cidade ao longo do ano: o Delaware Arts Festival, o Little Brown Jug, a Delaware County Fair e o Castle Arts Affair. O Delaware Arts Festival é um evento anual realizado no fim de semana após o Dia das Mães nas ruas do Centro Histórico de Delaware. O festival acolhe mais de 170 estandes com obras de artistas locais, regionais e outros. Os professores da OWU presidem os comitês que selecionam os vencedores. The Little Brown Jug, uma corrida de arreios, é disputada durante a Feira do Condado de Delaware em setembro. O presidente da OWU e o mascote da faculdade tradicionalmente concedem o troféu para a primeira divisão da primeira bateria da corrida.

## Vida de estudante

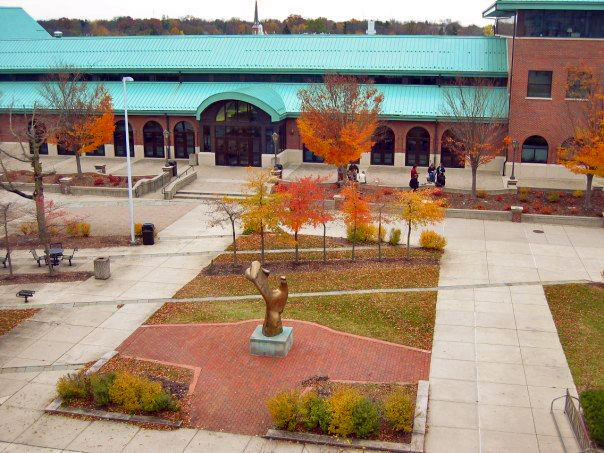
O Hamilton-Williams Campus Center é o centro do campus para as atividades dos alunos

A Ohio Wesleyan University tem 95 clubes e organizações estudantis. A universidade oferece três capelas, bem como vários grupos cristãos e outros grupos religiosos para seus alunos. Suas organizações sociais cobrem uma ampla gama de interesses, incluindo xadrez, final, finanças e luta de espadas medieval. Existem dois grupos de canto a cappella no campus, "The OWtsiders", um grupo dirigido por estudantes formado em 1999, e o grupo feminino "Pitch Black" estabelecido em 2005. Outro clube relacionado ao entretenimento é "The Babbling Bishops", uma trupe de comédia improvisada. Os "Bispos Babbling" começaram no outono de 1990, quando um grupo de estudantes de concentração de teatro formou um projeto voltado para a performance para seus diplomas de teatro. O projeto tornou-se uma trupe de comédia de improvisação, ensaiando no Stuyvesant Hall e se apresentando com outras trupes de improvisação da faculdade desde 1996.
Estudantes socialmente conscientes podem se juntar a organizações como o grupo ativista "Young Democratic Socialists" ou participar de grupos do governo estudantil, como o Campus Programming Board e o Wesleyan Council on Student Affairs. A organização "PRIDE" oferece suporte aos alunos LGBT da OWU.
Menos de um terço dos alunos de Ohio Wesleyan estão envolvidos na vida grega, mas essa porcentagem tem flutuado significativamente ao longo da história da universidade. Todas as seis fraternidades e cinco irmandades do campus estão atualmente envolvidas em muitos programas filantrópicos e comunitários.
Ohio Wesleyan tem quatro capelães religiosos: um ministro protestante, um padre católico romano e um rabino judeu. Além de grupos de estudantes e serviços associados a essas três religiões, existem grupos associados ao Islã, Budismo e Universalismo Unitário, e até mesmo um grupo que mantém serviços que são simplesmente "espirituais" e separados de qualquer religião organizada. Serviços também estão disponíveis para Quakers, Cientistas Cristãos, Hindus e Bahá'ís, e há muitos grupos religiosos locais em Delaware, Ohio.
As organizações estudantis mais antigas da OWU são seus clubes literários, incluindo diversos diários, revistas e jornais de estudantes. O jornal semanal administrado por alunos da escola, The Transcript, é o mais antigo jornal universitário independente publicado continuamente nos Estados Unidos. O OWL, uma publicação literária anual, apresenta o trabalho dos alunos e é uma das revistas literárias universitárias mais antigas do país. Outras publicações estudantis incluem The Civic Arts Review, o boletim eletrônico Connect2OWU e @Wesleyan, uma revista online trimestral. OWU Radio, anteriormente WSLN, transmite de Phillips Hall e oferece horários de exibição para alunos, professores e cidadãos locais de Delaware.
A universidade também tem um governo estudantil, o Wesleyan Council on Student Affairs (WCSA).
O primeiro presidente, Edward Thomson, apoiou firmemente a abolição da escravatura e do liberalismo. Outros indivíduos associados à universidade lutaram contra o racismo. Branch Rickey, um ex-aluno, quebrou a barreira racial no beisebol. Mary King, uma ativista dos direitos civis, trabalhou ao lado do Rev. Dra. Martin Luther King Jr. no movimento pelos direitos civis dos EUA, enquanto ela era membro da equipe do Comitê de Coordenação Não Violenta de Estudantes da OWU (SNCC). Na década de 1980, a administração de Ohio Wesleyan, movida pelo ativismo estudantil, prometeu e eventualmente desinvestiu totalmente as propriedades conectadas à África do Sul. Em setembro de 2007, Ohio Wesleyan se juntou a um pequeno grupo de faculdades liberais que se opunham ativamente à metodologia e utilidade dos rankings de faculdades do US News &amp; World Report, apesar do fato de que a revista classificou Ohio Wesleyan entre as melhores faculdades nacionais de artes liberais. A preocupação de Ohio Wesleyan se intensificou com divulgações sobre instituições que manipulavam dados de forma flagrante, a fim de subir nas classificações do US News e de outros guias universitários populares.
OWU tem grupos políticos partidários que vão de liberais a conservadores, como o College Republicans e os College Democrats, e vários grupos de conscientização de ativismo, como Black Men of the Future, Black Student Union (anteriormente Student Union on Black Awareness), PRIDE, Viva Latinx, e Rafiki Wa Afrika. Devido à proximidade da escola com Columbus, a capital do estado de Ohio, muitos alunos com inclinações políticas fazem estágios para representantes estaduais. Nos anos 2000, os alunos foram ativos na Guerra do Iraque, raça, globalização e direitos reprodutivos das mulheres.

### Tradições
Muitas tradições Wesleyanas de Ohio se originam desde seus primeiros anos. Monnett Weekend, começando em 1896, dá as boas-vindas às ex-alunas, pais e amigos da universidade. Os eventos incluem um "Desfile do Povo" com palhaços, faixas e marchas, palestras para professores, dança do mastro, Sociedade de Artes Corais e um carnaval em todo o campus. Tudo começou como uma festa atlética feminina realizada no Monnett Athletic Club para o Dia das Mães. Todos os eventos foram realizados no Campus Monnett, onde as alunas dançaram ao redor do mastro, enquanto os homens foram barrados. Os homens, por sua vez, desenvolveram uma tradição própria: chegavam ao Campus Monnett de madrugada e se escondiam nas árvores para assistir às festividades, discretamente.
Em 1884, Ohio Wesleyan realizou sua primeira Convenção Simulada, que se repetiu em todas as eleições presidenciais dos Estados Unidos desde 1920. Seu objetivo é informar aos participantes, alunos, professores e residentes de Ohio sobre a convenção de nomeação presidencial, candidato presidencial e questões-chave na próxima eleição.
A partir da década de 1920, todos os calouros eram obrigados a usar "dinks", bonés vermelhos com abas pretas e um W preto na frente. Alunos desobedientes que se recusaram a usar o "dink" foram lançados na Fonte de Enxofre (ver referência posterior). Essa tradição terminou na década de 1960. A turma de calouros de 1957 usou dinks durante metade do primeiro semestre.
O Homecoming de Ohio Wesleyan ocorre no início de outubro, enquanto o time de futebol Ohio Wesleyan joga contra um de seus rivais tradicionais. Novos eventos, como uma fogueira e uma corrida de cinco quilômetros, foram adicionados desde 2004.
O Baile do Presidente, recente gala organizada pelo presidente do colégio, acontece no primeiro sábado de dezembro. Outras tradições incluem OWU vs. Denison, que encena uma rivalidade atlética "feroz" entre Ohio Wesleyan e Denison University ; o Sagan Colloquium, abrangendo o semestre do outono, recentemente expandido para incluir o semestre da primavera, que consiste em discursos enfocando uma questão de preocupação para as artes liberais ; e Orchesis, uma celebração anual da dança moderna e das artes, que ocorre no final do ano letivo. "Fresh-X" é um programa opcional para alunos recém-admitidos que ocorre pouco antes da orientação, em que os alunos podem escolher entre fazer caminhadas, fazer mochila e outras atividades ao ar livre para fazer amizade com seus novos colegas.
O campus costumava hospedar dois grandes eventos musicais, Unity through Music e Springfest. A Unidade pela Música acontecia uma vez por ano, no semestre de outono, e abrangia vários estilos musicais em clima de carnaval, durante o dia; enquanto, durante a noite, um grande baile é realizado no Hamilton-Williams Campus Center. Springfest, o segundo evento musical, aconteceu em meados de abril e contou com a presença de grupos musicais conhecidos, como Counting Crows, The Roots, Guster, Ben Folds e Gym Class Heroes. Foi organizado pelo Campus Programming Board, que mudou o nome para "Bishop Bash", em uma tentativa de criar mais orgulho no campus. Bishop Bash já hospedou vários eventos de estilos diferentes, incluindo Drake Bell, Bo Burnham e, mais recentemente, em 2017, The Mowgli's e NeverShoutNever.
Uma pedra ao lado de Hayes Hall faz parte do campus residencial há 50 anos, e os alunos a repintam continuamente com graffiti e slogans.

### Habitação
A universidade pode abrigar até 1.600 alunos no campus. Os alunos do primeiro ano devem morar no campus durante os dois primeiros semestres. Um sistema de loteria combina os alunos do segundo ao quarto ano com dormitórios e outro sistema de loteria determina quantos alunos podem viver em alojamentos fora do campus. As opções de hospedagem incluem dormitórios, pequenas unidades habitacionais, fraternidades e habitações cooperativas.
Thomson, Bashford, Stuyvesant e Smith Halls são grandes dormitórios de tamanho médio no campus. Welch Hall é designado como um dormitório "silencioso" para alunos de honra. Hayes Hall é um dormitório feminino.
Aproximadamente 90 alunos não calouros vivem em Pequenas Unidades Vivas (SLUs), que são cooperativas unidas voluntariamente para atender às necessidades e aspirações econômicas, sociais e culturais compartilhadas em casas controladas democraticamente. As casas permitem que os alunos vivam em cooperação uns com os outros, compartilhando tarefas domésticas regularmente programadas, participando do processo de decisão e, em alguns, compartilhando as tarefas de cozinha. Cada unidade abriga um grupo de 10 a 17 alunos e é organizada para promover um tema comum, geralmente indicado pelo nome da cooperativa. A partir do ano acadêmico 2017-2018, as SLUs consistem em A Casa da Paz e Justiça, Os Cidadãos da Casa Mundial, A Casa da Sexualidade e Igualdade de Gênero, A Casa da Diversidade Linguística, A Casa dos Atletas Espirituais, A Casa da Árvore e A casa inter-religiosaerativas, portanto, devem seguir as políticas de vida da Universidade. As cooperativas, entretanto, elegem seus próprios membros e não têm conselheiros residentes ou professores residentes como outras residências universitárias no campus. Eles têm um moderador interno que é selecionado pela Residential Life e passa pelo mesmo treinamento que um conselheiro residente. No final de cada ano civil, cada cooperativa existente e potencial deve apresentar uma proposta de casa descrevendo seus planos de promoção temática para o próximo ano letivo. O escritório University Housing coloca cooperativas em residências todos os anos em uma base competitiva. Além disso, a escola oferece Casas Temáticas, que não precisam passar por processo de renovação. Eles incluem a Casa de Honras (HoHo) e a Casa da Cultura Negra.
Alojamento fora do campus está disponível apenas para estudantes que residem em Delaware, Ohio, enquanto moram com seus cônjuges ou familiares diretos; 17 por cento dos alunos moram fora do campus. A maioria dos alunos afirma a política de Ohio Wesleyan de habitação fora do campus como uma das "piores coisas" sobre Ohio Wesleyan.

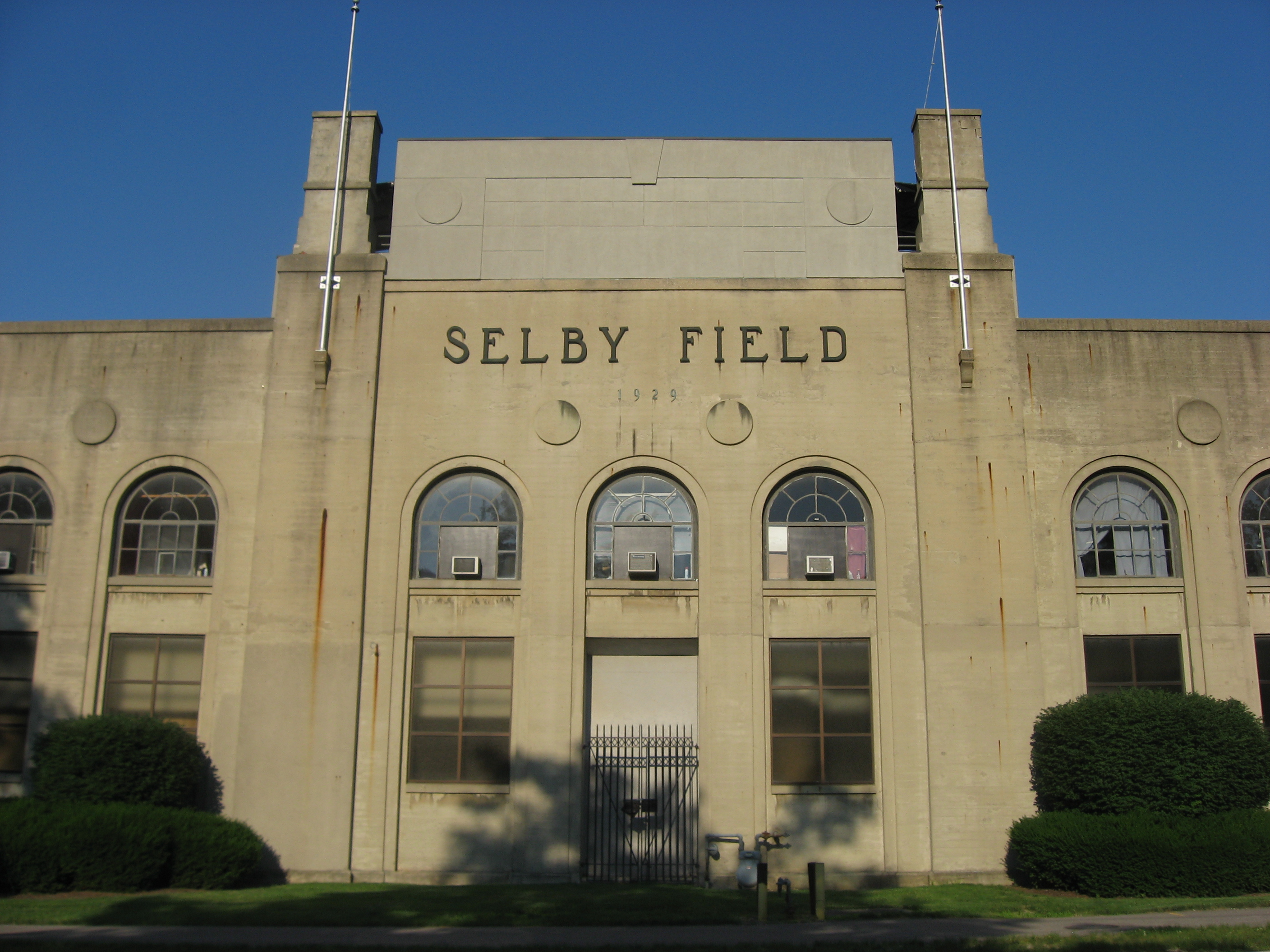
Selby Field, casa do futebol, lacrosse e hóquei em campo

Ohio Wesleyan participa da Divisão III da NCAA como membro da North Coast Athletic Conference (NCAC). Conhecido como Battling Bishops, Ohio Wesleyan compete em 25 esportes do time do colégio masculino e feminino. Os esportes mais recentes, luta livre masculina e remo feminino, começam a competição durante o ano acadêmico de 2018–2019. As cores oficiais da escola são vermelho e preto. O atletismo formal do colégio data de 1875, quando os primeiros times de futebol foram organizados para jogar contra outras instituições. No final da década de 1880, o Ohio Wesleyan tinha talvez o time amador de beisebol mais forte do estado de Ohio, atrás do lançamento de Phil "Lefty" Saylor. A escola juntou-se à Conferência Atlética de Ohio junto com Oberlin College, Kenyon College, Ohio State e Case Western em 1902. Em 1983, Ohio Wesleyan juntou-se a outras nove faculdades em Ohio, Indiana e Pensilvânia para criar a Conferência Atlética da Costa Norte. O NCAC busca reunir um grupo de instituições de artes liberais que valorizam a primazia da missão acadêmica sobre a atlética.
Os times masculinos de lacrosse, golfe e futebol são os times do time do colégio de maior sucesso histórico, e o futebol é o esporte mais seguido na universidade. Por sete dos últimos doze anos, Ohio Wesleyan ganhou o Troféu All-Sports da conferência NCAC por excelência em esportes femininos e masculinos. Na classificação da Sears Director's Cup, o OWU está entre os 25 melhores programas de atletismo universitário do país. Por causa do acordo atlético da North Coast Athletic Association, a universidade não tem permissão para oferecer bolsas acadêmicas para recrutamento atlético.
Ohio Wesleyan ganhou cinco campeonatos da Divisão III da NCAA, incluindo basquete masculino ( 1988 ), futebol masculino ( 1998 e 2011 ) e futebol feminino ( 2001 e 2002 ). Além disso, as equipes atléticas do time do colégio de Ohio Wesleyan foram campeãs do NCAC mais de 100 vezes, liderando as equipes da Denison University e Kenyon College.
O apelido de The Battling Bishops data de 1925. Este também é o nome do mascote da universidade, The Battling Bishop. Devido ao seu nome irônico, o mascote foi listado como um dos mais estranhos mascotes universitários. Devido ao seu manto vermelho, o Bispo Batalha se parece na verdade com um Cardeal. Antes de 1925, as equipes de Ohio Wesleyan eram chamadas de "The Red and Black" e "The Methodists". Muitas escolas, incluindo várias outras metodistas, também reivindicaram carmesim e preto como suas cores, então a universidade decidiu mudar o nome.

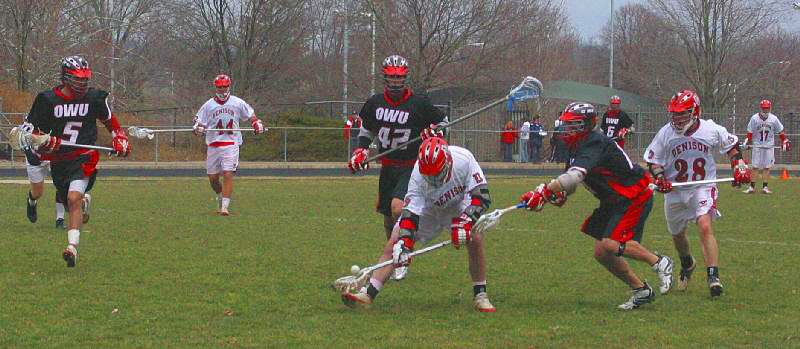
Equipe masculina de lacrosse em Selby Field

Ohio Wesleyan mantém rivalidades atléticas com outras instituições NCAC. O time masculino de lacrosse tem uma rivalidade histórica com a Denison University, o time de futebol com a Wittenberg University, o time de futebol com o Kenyon College e o time de hóquei em campo com o Oberlin College. Ambos Denison e Ohio Wesleyan emitiram alertas para seus fãs especificamente para o jogo de lacrosse OWU-Denison sobre comportamento antidesportivo e palavrões.
Além do atletismo do time do colégio, equipes de esportes do clube, incluindo o melhor frisbee, xadrez, hóquei, críquete, rúgbi, esqui e mergulho, foram organizadas como organizações estudantis sob os auspícios do Escritório de Atividades Estudantis. O programa interno de Ohio Wesleyan inclui 16 esportes. Esportes como esqui, squash e pólo aquático foram oferecidos, bem como uma competição de curiosidades sobre esportes.
" Oh, nós somos do querido velho Wesleyan " é a principal canção de luta da Ohio Wesleyan University. A letra da música foi escrita em 1914 por Chass Cupett '1916.

## Pessoas

### Administração
De acordo com a carta concedida pelo Estado de Ohio, o Conselho de Curadores possui autoridade legal para operar o colégio. A carta constitutiva e o estatuto estipulam um conselho de 34 curadores, dos quais um é o presidente. Em geral, é o conselho que elege o presidente. Desde o início de Ohio Wesleyan, dezesseis pessoas ocuparam o título de presidente e alguns serviram como presidente interino. Os ex-presidentes incluem advogados, estudiosos da literatura, políticos, executivos e clérigos.
Depois de várias divergências entre Huddleston e a administração Wesleyan de Ohio, Huddleston aceitou o cargo de presidente da Universidade de New Hampshire e deixou Ohio Wesleyan em 30 de junho de 2007, dando-lhe a segunda menor presidência, atrás de David Lockmiller, 1959-1961. Em 29 de maio de 2007, a nomeação do atual reitor da universidade Dr. David O. Robbins como presidente interino foi endossada por unanimidade pelo Conselho de Curadores da OWU.  O mandato do Dr. Robbins como presidente interino começou em 1º de julho de 2007.
Em 17 de dezembro de 2007, o Dr. Rockwell "Rock" Jones foi eleito para servir como o 16º presidente da Ohio Wesleyan University. A cerimônia de inauguração do Dr. Jones ocorreu em 10 de outubro de 2008 na capela Grey Wesleyan de Ohio, no University Hall.

### Ex-alunos
Os ex-alunos da Ohio Wesleyan estão ativos em vários eventos, organizações e iniciativas anuais. Os eventos e associações com envolvimento significativo de ex-alunos são Homecoming, 'W' Association e A / PART (a equipe de admissão de ex-alunos). Para o ano fiscal de 2005–2006, a taxa de doações de ex-alunos de Ohio Wesleyan foi de 35%. Vários ex-alunos da escola fizeram contribuições notáveis nas áreas de governo, direito, academia, negócios, artes, jornalismo e atletismo, entre outros.

Na academia, Frank Sherwood Rowland (turma de 1948) ganhou o Prêmio Nobel de Química em 1995 por sua pesquisa sobre a destruição da camada de ozônio da Terra. Ezra Vogel (1950) é um autor proeminente em questões China-Japão e foi o diretor do Fairbank Center for East Asian Research de Harvard de 1995 a 1999. William Hsiao (1963) é um economista da área de saúde internacional em Harvard, e o criador de um estudo marcante para examinar o sistema dos Estados Unidos de reembolso de médicos por serviços médicos. Dennis R. Appleyard (1961) é autor de um livro internacional de economia.

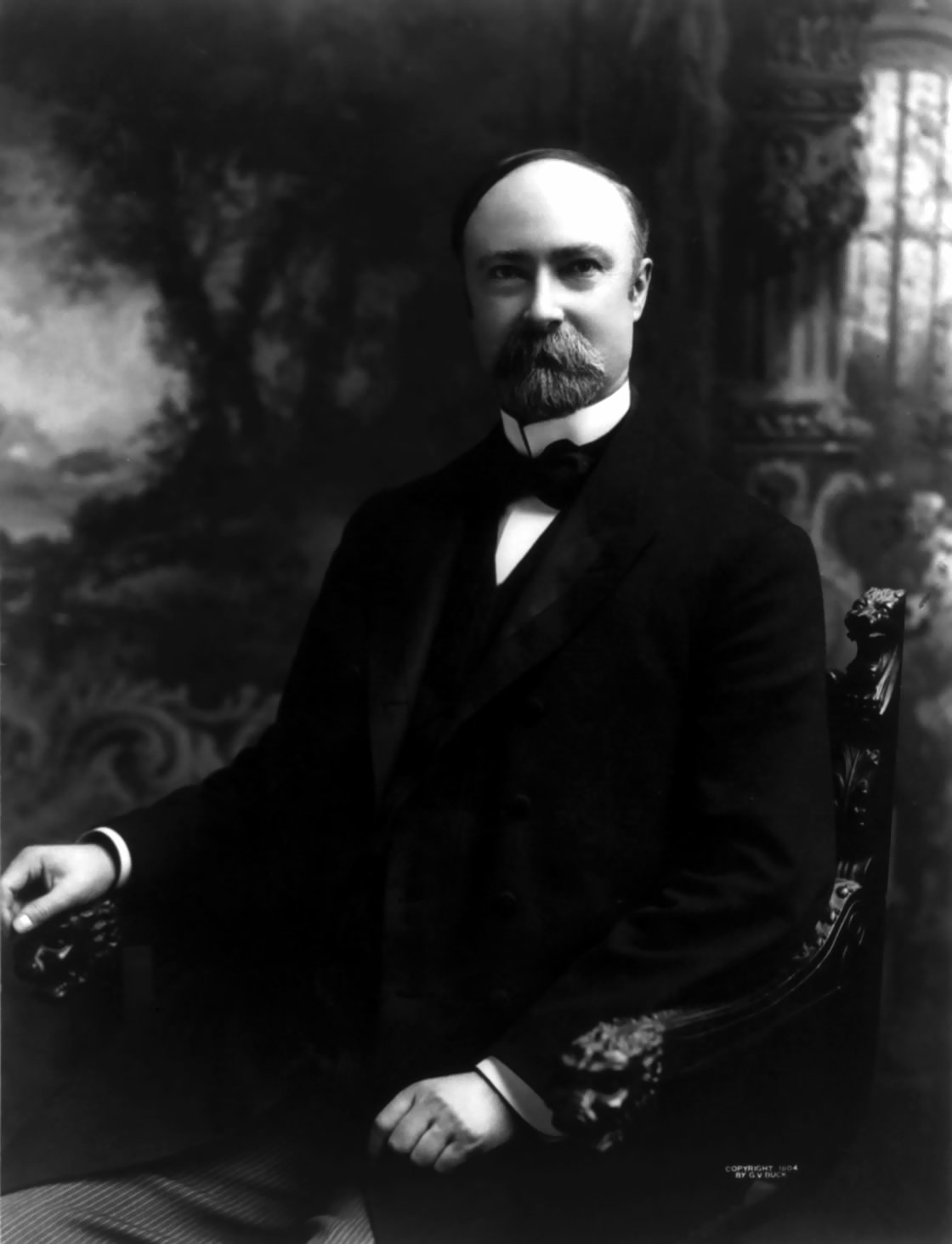
Charles Fairbanks
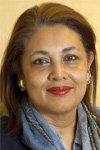
Shirin R. Tahir-Kheli
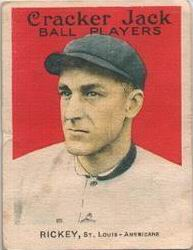
Branch Rickey
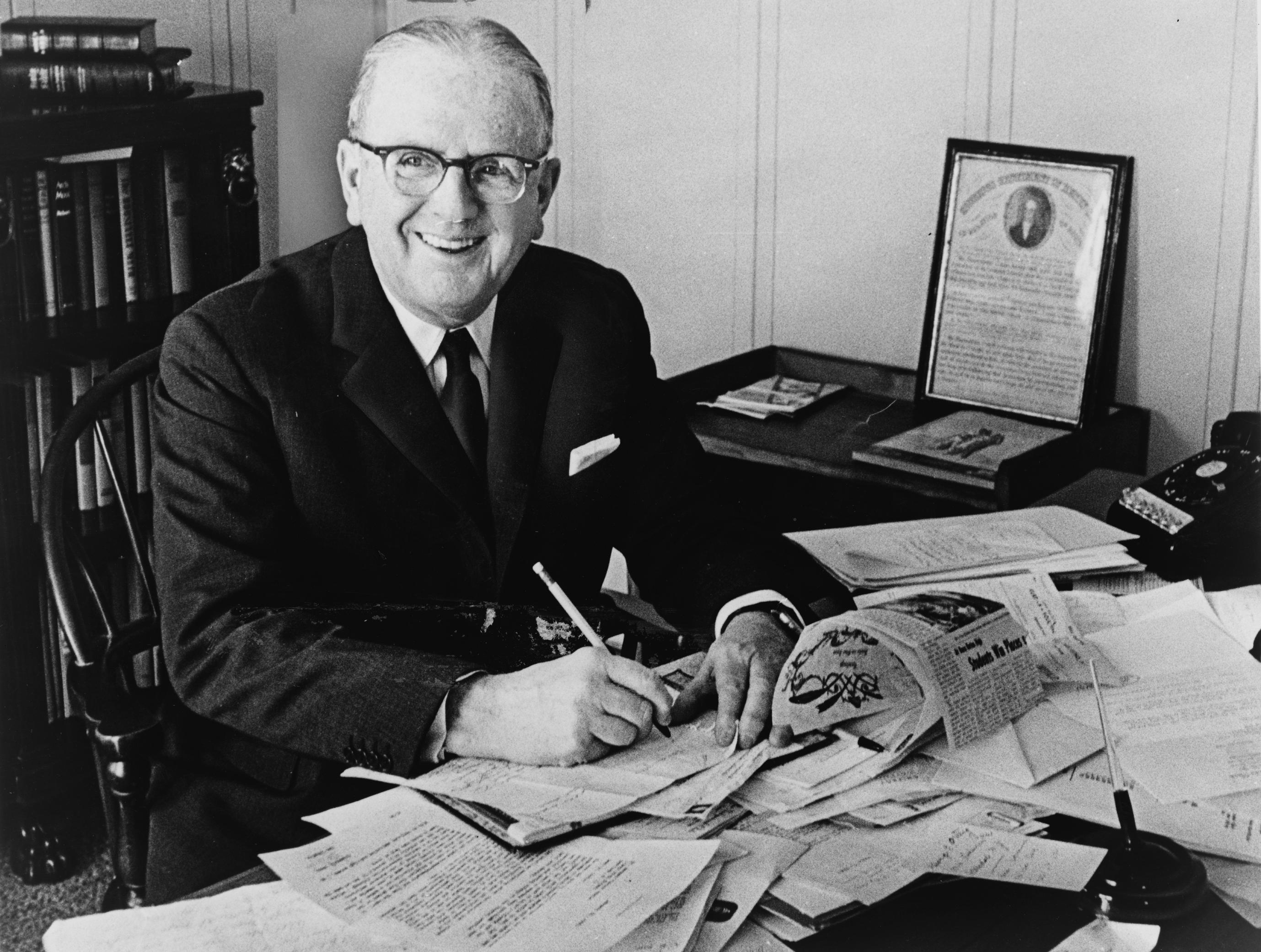
Norman Vincent Peale

Na política, John Wesley Hoyt (1849) foi o terceiro governador do Território de Wyoming, Charles Fairbanks (1872) foi o 26º vice-presidente dos Estados Unidos. Jo Ann Emerson (1972) atua como Representante dos EUA em Missouri. Arthur Flemming (1927) foi secretário de Saúde, Educação e Bem-Estar, conhecido por seu compromisso com os direitos civis, recebeu duas medalhas presidenciais da liberdade e serviu como presidente da Universidade de Oregon, Ohio Wesleyan University, e Macalester College. Lucy Webb Hayes (1853), esposa do presidente dos EUA Rutherford B. Hayes, foi a primeira mulher a ser chamada de primeira-dama e a primeira-dama a ter um diploma universitário.
Jornalistas notáveis e personalidades da mídia incluem Frank Stanton (1930), um presidente da CBS conhecido por apoiar o jornalismo de radiodifusão perante o Congresso; Byron Pitts (1982), correspondente nacional da CBS News ; Wendie Malick (1972), uma atriz indicada ao Emmy conhecida por seu papel na sitcom da NBC Just Shoot Me! e agora como "Victoria Chase" na sitcom da TV Land "Hot in Cleveland"; Melvin Van Peebles (1953), ator, diretor, roteirista, dramaturgo e compositor; Patricia Wettig (1974), a atriz que interpreta a vice-presidente Caroline Richards em Prison Break ; e Clark Gregg (1984), o ator interpretando Richard em As Novas Aventuras da Velha Christine com Julia Louis-Dreyfus.
Numerosos ex-alunos Wesleyanos de Ohio foram associados à justiça social. Branch Rickey (1904) foi um gerente e executivo de beisebol conhecido por contratar Jackie Robinson como o primeiro afro-americano na Liga Principal de Beisebol. Outra graduada, Mary King (1962), trabalhou ao lado do Rev. Dra. Martin Luther King Jr. no movimento pelos direitos civis dos Estados Unidos quando ela era uma jovem estudante, e foi membro da equipe do Comitê de Coordenação Não-Violenta do Estudante (SNCC). Rev. Norman Vincent Peale (1920) foi o autor de O Poder do Pensamento Positivo e ganhador da Medalha Presidencial da Liberdade por suas contribuições teológicas. Outros encontraram fama de outras formas: Mildred Elizabeth Sisk (também conhecida como Axis Sally) foi a primeira mulher americana a ser julgada e condenada por traição, condenada por transmitir para a Alemanha nazista durante a Segunda Guerra Mundial. Em 1917, ela se formou em artes dramáticas, mas não se formou devido ao fracasso em atender a todos os requisitos da universidade. Depois de cumprir uma sentença de 12 anos, Sisk voltou para OWU, onde se formou em discurso em 1973.
- Adams, I. & S. Ostrander (2002). Ohio: um retrato do bicentenário. San Francisco, CA: Browntrout Publishers. ISBN 0-7631-5590-X
- Burtchaell, James (1998). A morte da luz. Cambridge, Reino Unido: William B. Eerdmans Publishing Company. ISBN 0-8028-3828-6
- College Prowler (2006). Ohio Wesleyan University: Off the Record. Pittsburgh, PA: College Prowler. ISBN 1-4274-0260-4
- Ehrlich, Thomas (1988). Responsabilidade Cívica e Educação Superior. Washington, DC: American Council on Education Oryx Press Series on Higher Education. ISBN 1-57356-289-0
- Hubbart, Henry (1944). Os primeiros cem anos de Ohio Wesleyan. Delaware, OH: Ohio Wesleyan University. OCLC 785302
- Murchland, Bernard (1991). The History of Ohio Wesleyan University de 1942 a 1992. Delaware, OH: Ohio Wesleyan University. ISBN 0-9630909-1-7
- Taylor, James M. (1991). Antes da abertura de Vassar: uma contribuição para a história da educação superior das mulheres na América. Boston, MA: Ayer Co Pub. ISBN 0-8369-6786-0
- Tull, Barbara Mitchell (1991). 150 anos de excelência: uma visão pictórica da Ohio Wesleyan University. Delaware, OH: Ohio Wesleyan University. ISBN 0-9630909-0-9
- US News & World Report (2005). US News Ultimate College Guide. Nova York: livros de referência. ISBN 1-4022-0292-X
- Vellela, Tony (1988). Novas vozes: Ativismo político estudantil nos anos 80 e 90. Cambridge, MA: South End Press. ISBN 0-89608-341-1
- White, EE (1876). Uma História da Educação no Estado de Ohio. Columbus, OH: Autoridade da Assembleia Geral. ISBN 1-4255-5021-5
- Williams, WG (1894). Cinquenta anos de história da Ohio Wesleyan University, Delaware, Ohio, 1844–1894. Cleveland, OH: Cleveland Print. e Pub. Co. OCLC 2672685
- Windmeyer, S. (2006). O Guia do Advocate College para Estudantes LGBT. Boston, MA: Alyson Publications, Inc. ISBN 1-55583-857-X